# Corporate Europe Observatory
O Corporate Europe Observatory (Observatório da Europa Corporativa) formado em 1997, é um centro de investigação com sede em  Bruxelas e uma sucursal jurídica em  Amesterdão, com estatuto de associação. O seu centro de interesse é a forma como os  lobbies das grandes empresas e corporações influenciam a construção, implementação e avaliação das estratégias e políticas públicas europeias e da regulamentação europeia, por vezes em detrimento dos equilíbrios sociais, societais e ambientais. Esta ONG defende maior transparência e regulamentação das  atividades de lobby , particularmente no contexto do projeto TTIP.